# The Madness (TV-serie)
The Madness är en amerikansk dramaserie som hade premiär på Netflix den 28 november 2024. Den första säsongen som består av 8 avsnitt är skapad av Stephen Belber.

## Handling
Serien kretsar kring en tv-kändis som hittat en död kropp inne i skogen vid Poconos-bergen. Han upptäcker snart att någon försöker sätta dit honom för mordet på en ökänd vit makt-extremist.

## Rollista (i urval)
- Colman Domingo – Muncie Daniels
- Marsha Stephanie Blake – Elena Daniels
- Gabrielle Graham – Kallie
- John Ortiz – Franco Quinones
- Tamsin Topolski – Lucie Snipes
- Thaddeus J. Mixson – Demetrius